# Estação Ferroviária de Portimão
A estação ferroviária de Portimão é uma interface da Linha do Algarve, que serve a localidade de Portimão, no Distrito de Faro, em Portugal.

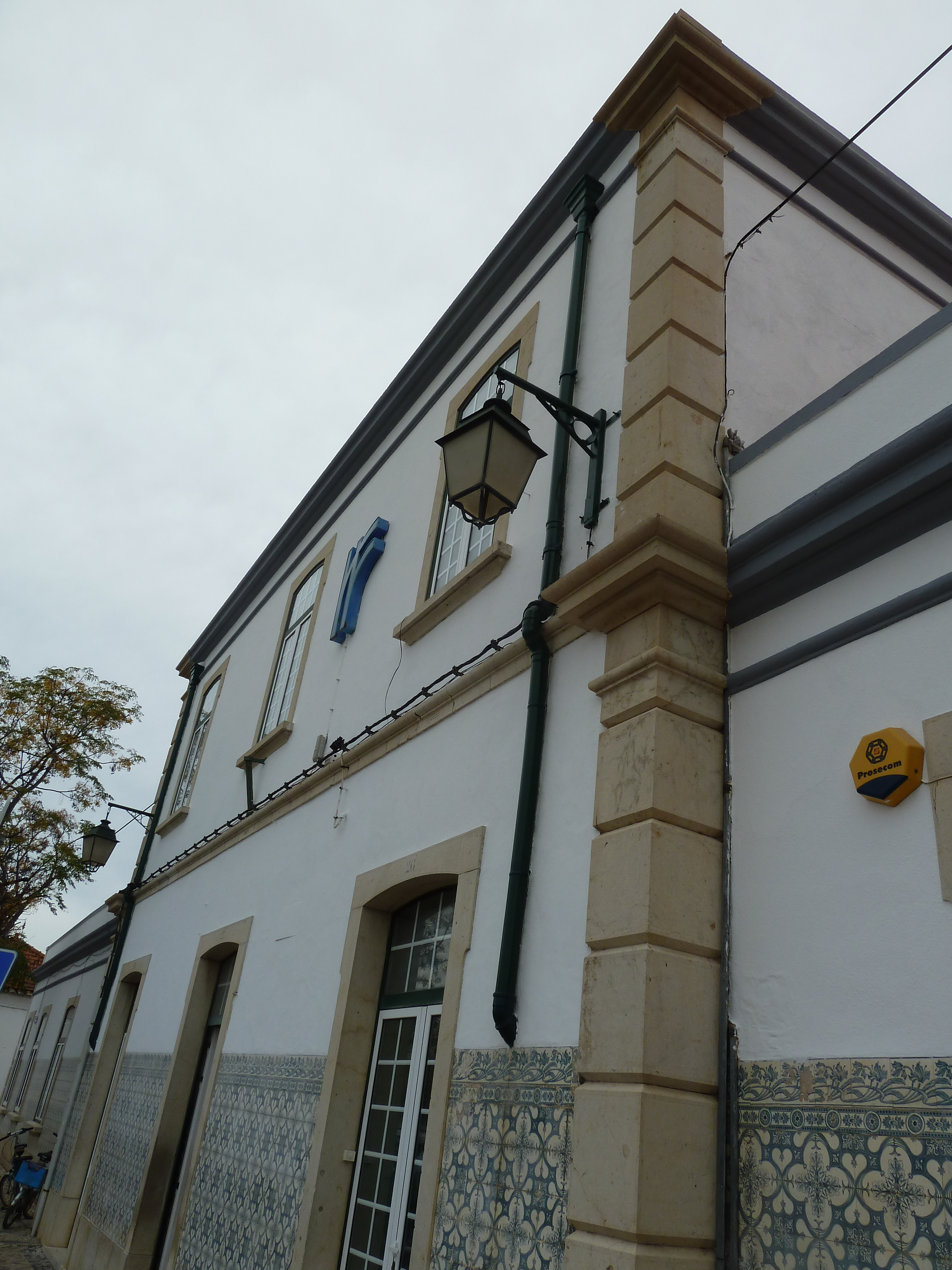
Exterior da estação de Portimão, em 2012.

## Descrição

### Localização e acessos
Esta gare situa-se junto ao Largo Engenheiro Serra Prado, na zona norte da cidade de Portimão, distante mais de um quilómetro do seu centro (Tribunal).
A estação tem uma praça de táxis no seu exterior e várias carreiras de autocarros, intra- e inter-municipais, têm paragem a uma distância de cerca de 200 m.

O terminal de camionagem de médio e longo curso de Portimão situa-se a nordeste da estação — a menos de meio quilómetro em linha reta mas ao triplo desta distância de caminho efetivo, dada a falta de acesso direto. Esta infraestutura substituiu a anterior gare intermodal, que congregava o transbordo de passageiros rodo-ferroviários no terreno imediatamente a norte da estação, contíguo à via férrea e entretanto abandonado.

### Infraestrutura
Esta interface apresenta duas vias de circulação, identificadas como I e II, ambas com 352 m de extensão e acessíveis por plataforma de 110 m de comprimento e 685 mm de altura; existe ainda uma via secundária, identificada como III, com comprimento de 85 m.

#### Edifício da estação

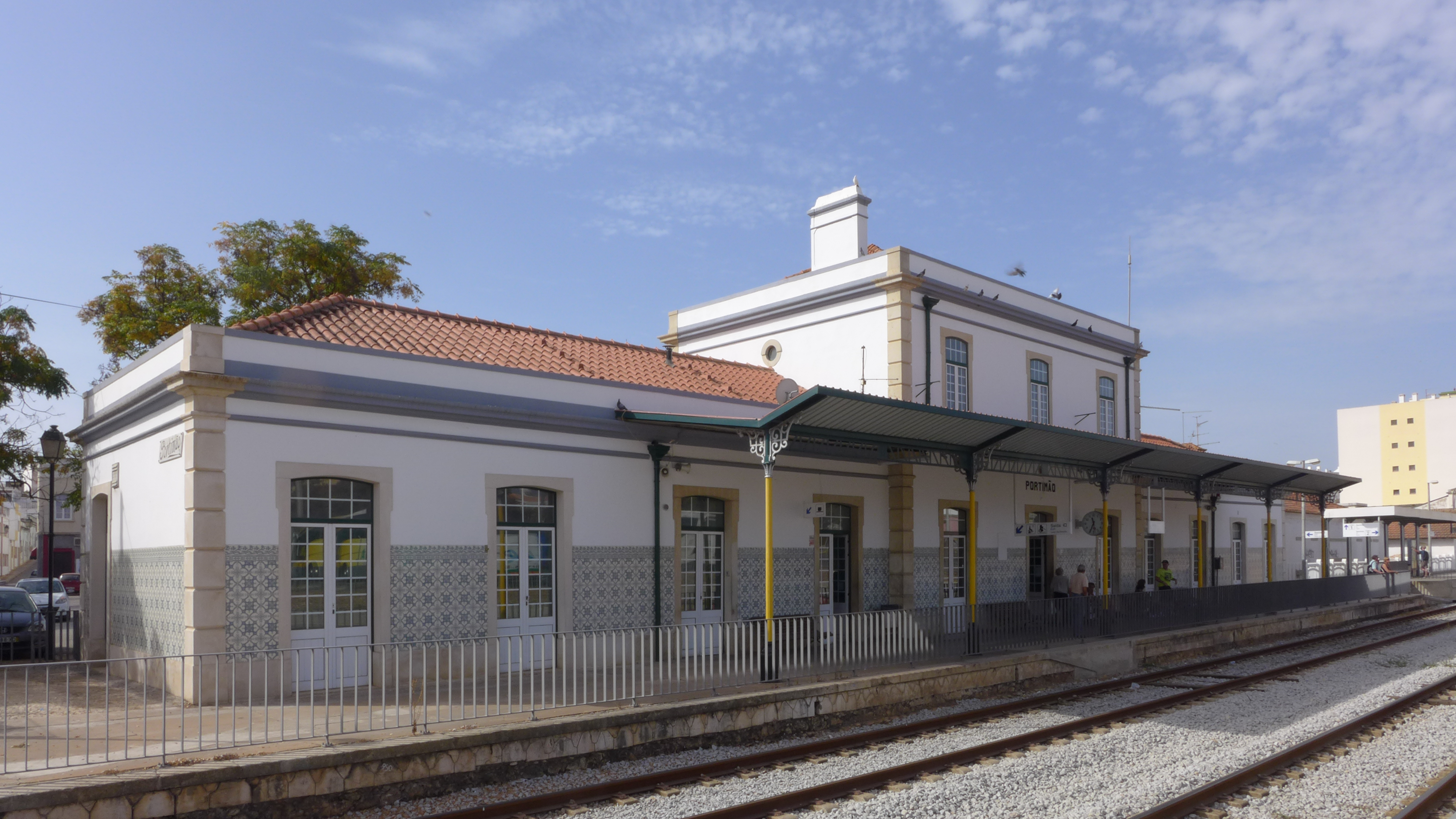
Estação de Portimão, em 2017.

O edifício de passageiros situa-se do lado sul da via (lado direito do sentido ascendente, para Vila Real de Santo António). Apresenta um traço simples, revestido de lambril de azulejos com decoração vegetalista. O interior do edifício encontra-se revestido por um lambril de azulejos de pó-de-pedra, com meio relevo, do estilo típico da Arte Nova. Estes azulejos, de padrão, são rematados por um friso próprio e placas onduladas. O conjunto interior, de estilo policromático, encontra-se coberto por um vidrado, de modo a lhe conferir um brilho vistoso.

### Serviços
Em dados de 2023, esta interface é servida por comboios de passageiros da C.P. de tipo regional tipicamente com dez circulações diárias em cada sentido entre Lagos e Faro.

## História

### Construção do Ramal de Portimão
Em 1 de Julho de 1889, é inaugurada a ligação ferroviária do Barreiro a Estação Ferroviária de Faro via Beja, pela então denominada Linha do Sul. Para servir a localidade de Portimão, começou-se a construir um ramal a partir de Tunes, que foi aberto em troços sucessivos, tendo a via férrea chegado a Algoz em 10 de Julho de 1889, e a Silves em 1 de Fevereiro de 1902.

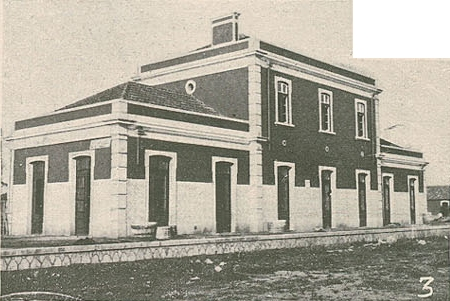
Construção da estação de Portimão.

A construção do Ramal de Portimão foi terminada com a abertura do troço entre Silves e a estação provisória de Portimão, em 15 de Fevereiro de 1903. Devido ao difícil relevo naquela zona, a linha manteve-se sempre a Sul do Rio Arade, pelo que a estação original de Portimão situava-se na margem esquerda, em Ferragudo.

### Construção da ligação ferroviária até Lagos
Em 20 de Março de 1900, o engenheiro António da Conceição Parreira planeou a continuação do Ramal de Portimão, a partir de Ferragudo, até Lagos, que incluía a instalação de uma nova estação de Portimão, na margem direita do Rio Arade. No entanto, a construção foi sendo progressivamente adiada, devido à sua reduzida importância em relação a outros projectos de caminhos de ferro em Portugal, e aos elevados custos de construção da ponte sobre o Arade, entre outros factores. Devido a pressão popular, em 30 de Julho de 1922 foi inaugurado o troço até Lagos, incluindo uma nova gare ferroviária junto à localidade de Portimão. A antiga interface passou a denominar-se Ferragudo-Parchal.
Em 5 de Junho de 1921, a Revista de Turismo noticiou que o engenheiro Leote Tavares tinha pedido licença para instalar um caminho de ferro eléctrico entre a estação de Portimão e a Praia da Rocha, facilitando o acesso àquele destino balnear.

### A estação nos primeiros anos

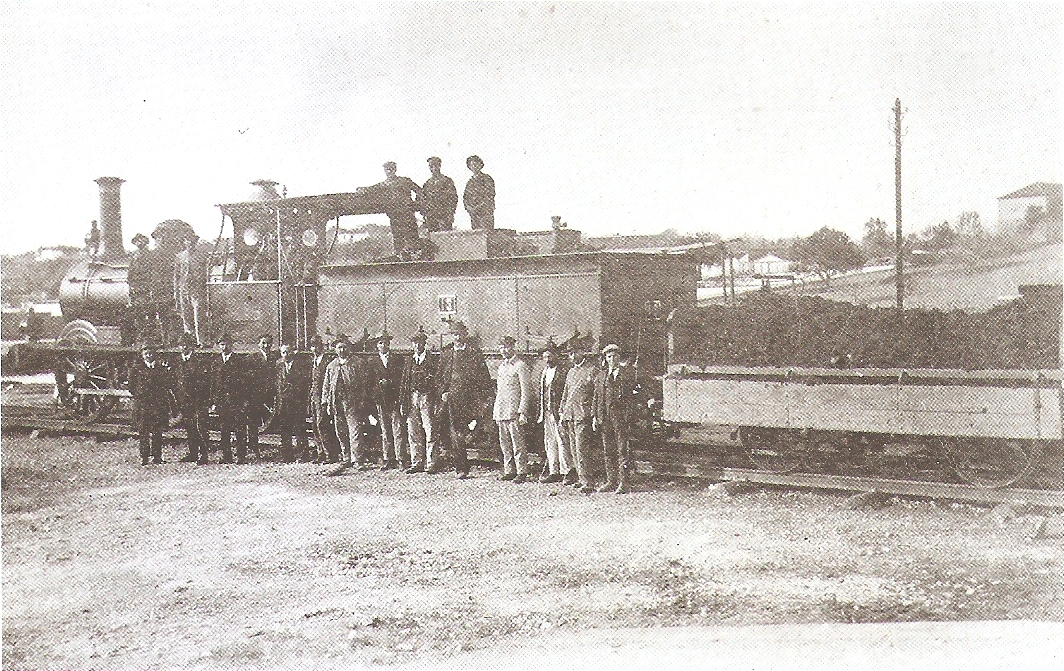
Locomotiva a vapor da série 1008-1013 inaugurando a estação de Portimão.

Em 1926, foi montada uma marquise metálica sobre a gare em frente ao edifício principal, melhoramento que tinha sido pedido pelos passageiros desde a sua inauguração. Os passageiros desta estação queixaram-se da lentidão e atrasos constantes dos serviços, desde a sua abertura, pelo que em Fevereiro de 1929 passou a circular diariamente um serviço rápido. Em 1934, a Comissão Administrativa do Fundo Especial de Caminhos de Ferro aprovou obras de rebaixamento das vias II e III desta estação.

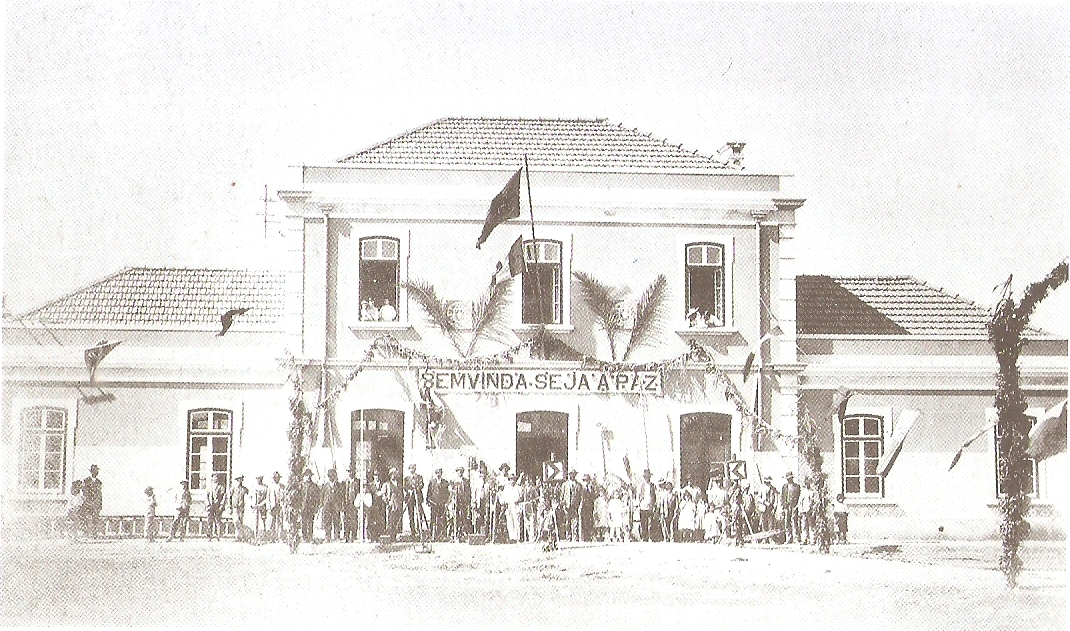
Gare de Portimão decorada no âmbito das comemorações do final da Primeira Guerra Mundial, em 1918.

Esta estação é a última das quatro referidas por Fernando Pessoa no seu poema “Anti-Gazetilha” (Sol 1926.11.13; mais tarde incluída como “O Comboio Descendente” em numerosas antologias e musicada nos anos 1980 por Zé Mário Branco), que descreve um sinuoso e improvável «comboio descendente» que segue de «Queluz à Cruz Quebrada», «da Cruz Quebrada a Palmela», e «de Palmela a Portimão».
Durante o século XX, a Companhia dos Caminhos de Ferro Portugueses organizou várias excursões até à Praia da Rocha, sendo o transporte feito de comboio até Portimão; quando os excursionistas chegavam à estação, eram recebidos com vários festejos. A frequência destas excursões aumentou consideravelmente após 1934. Em 1945, o edifício principal da estação foi decorado, para comemorar o fim da Segunda Guerra Mundial.

Até à construção do Jardim de Sárrea Prado, em 1947, os terrenos em redor da estação constituíam um espaço alagadiço e insalubre. Durante o século XX, esta estação foi utilizada para embarcar cortiça, em grandes quantidades. Junto à estação existiam dois depósitos de petróleo, abastecidos pelos comboios, onde os vendedores ambulantes iam buscar este combustível para o distribuírem.

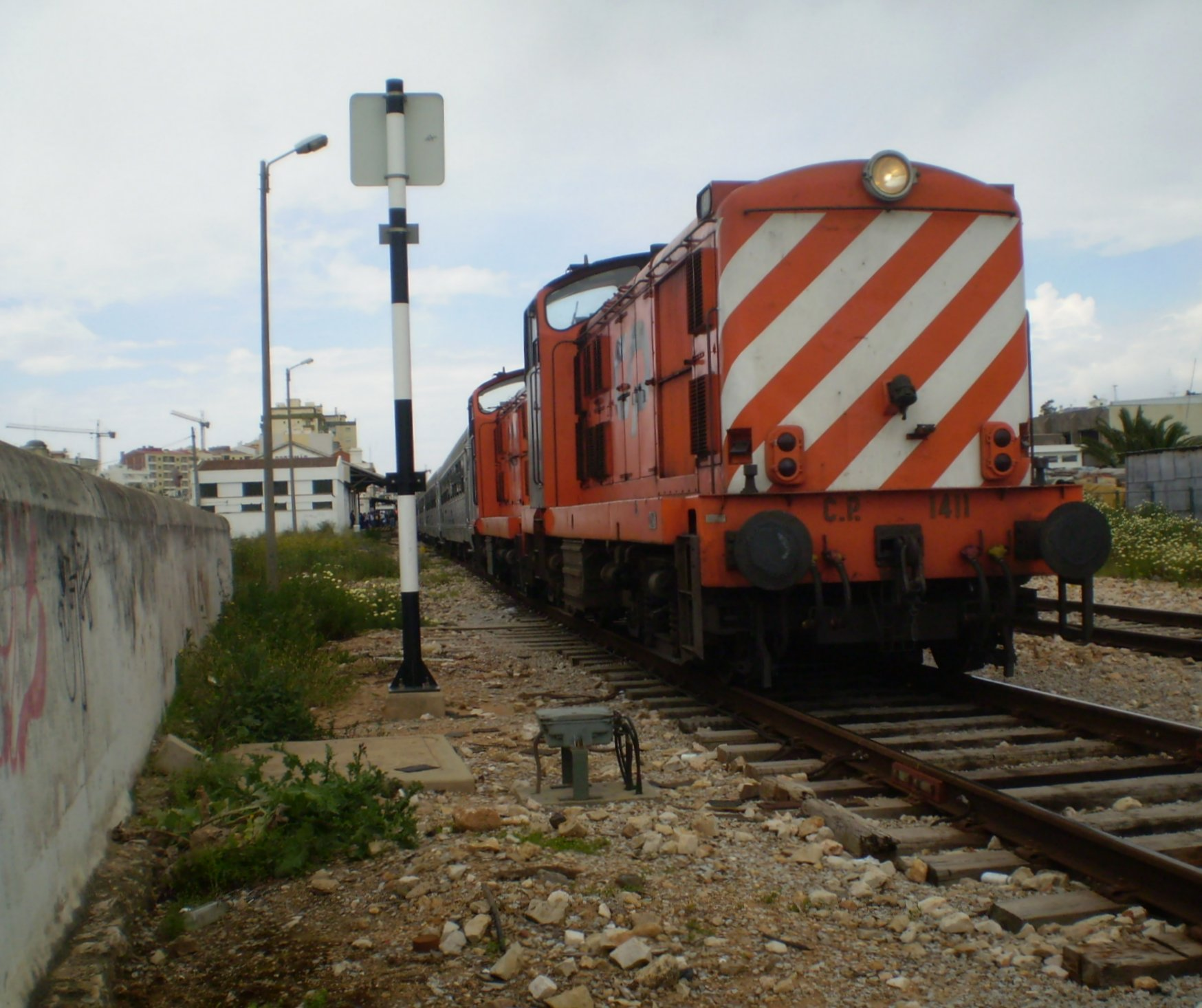
Comboio especial do basquetebol na estação, em 2008.

### Século XXI
Durante a Festa do Basquetebol Juvenil em Portimão, em Março de 2008, várias equipas desembarcaram na estação de Portimão. Nesse ano, a autarquia de Portimão estava a planear a substituição da estação por uma nova gare rodo-ferroviária, que resolvesse os problemas de funcionalidade e conforto, especialmente em termos da altura das plataformas, que dificultavam o acesso a pessoas de mobilidade reduzida.

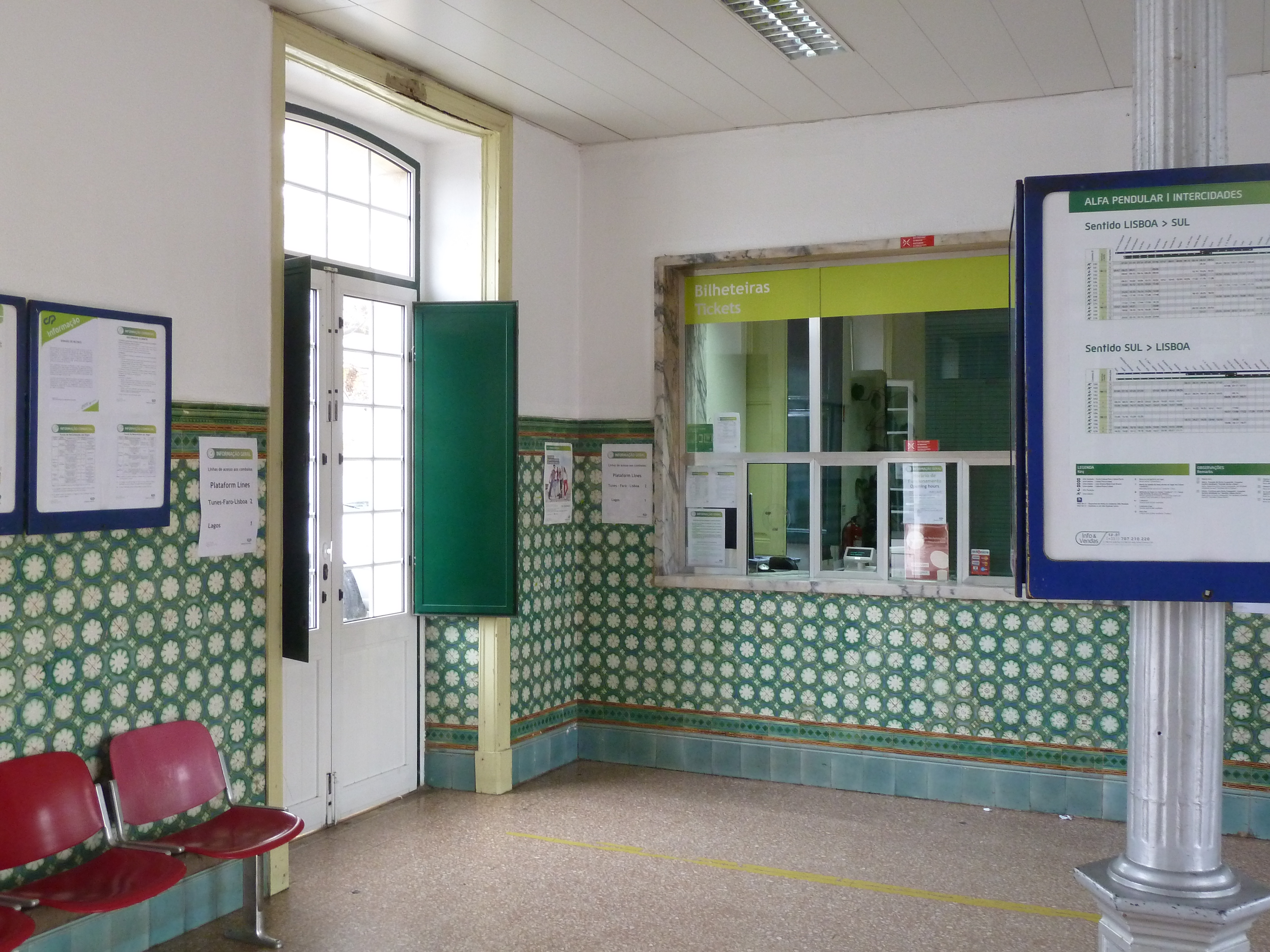
Bilheteira em 2012.

Em Outubro de 2009, a empresa Comboios de Portugal disponibilizou transporte gratuito de todas as estações e apeadeiros no Algarve até Portimão, para participarem na Mamaratona, um evento desportivo de beneficência.

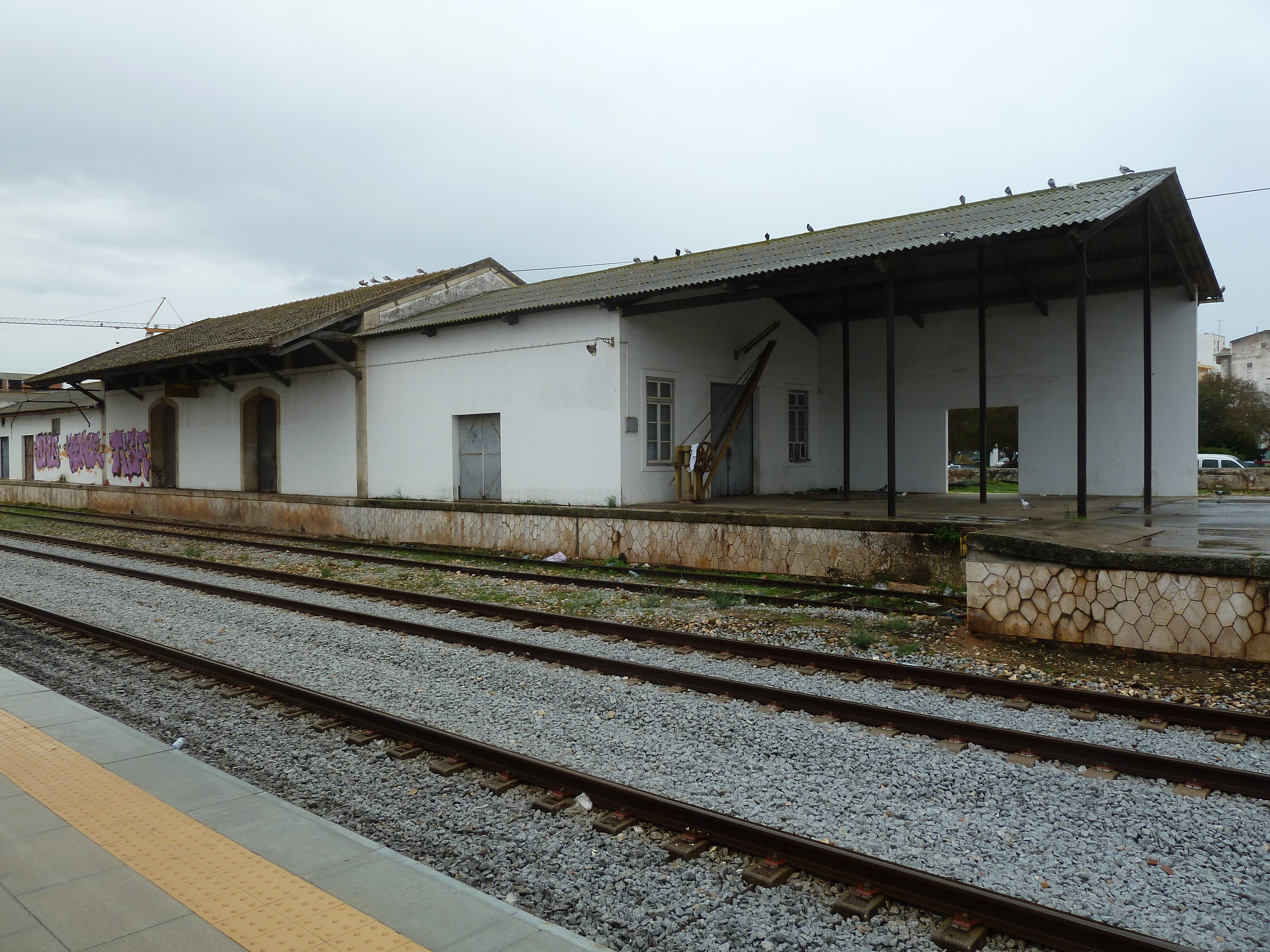
Vias I, II, e III, e o armazém afecto a esta última, já em desuso em 2015.

Em 2004, esta estação tinha a tipologia D da Rede Ferroviária Nacional e duas vias de circulação, tendo cada uma, em 2009, 347 m de extensão; eram servidas por duas plataformas, tendo uma 132 m de extensão e 55 cm de altura, e a segunda, 103 m de extensão e 45 cm de altura. Em Janeiro de 2011, as duas vias de circulação já tinham sido ambas aumentadas para 354 m de comprimento; a primeira plataforma passou a ter 154 m de extensão e 45 cm de altura, enquanto que a segunda foi alterada para 160 m de comprimento e 40 cm de altura — valores mais tarde ampliados para os atuais.

## Ver também

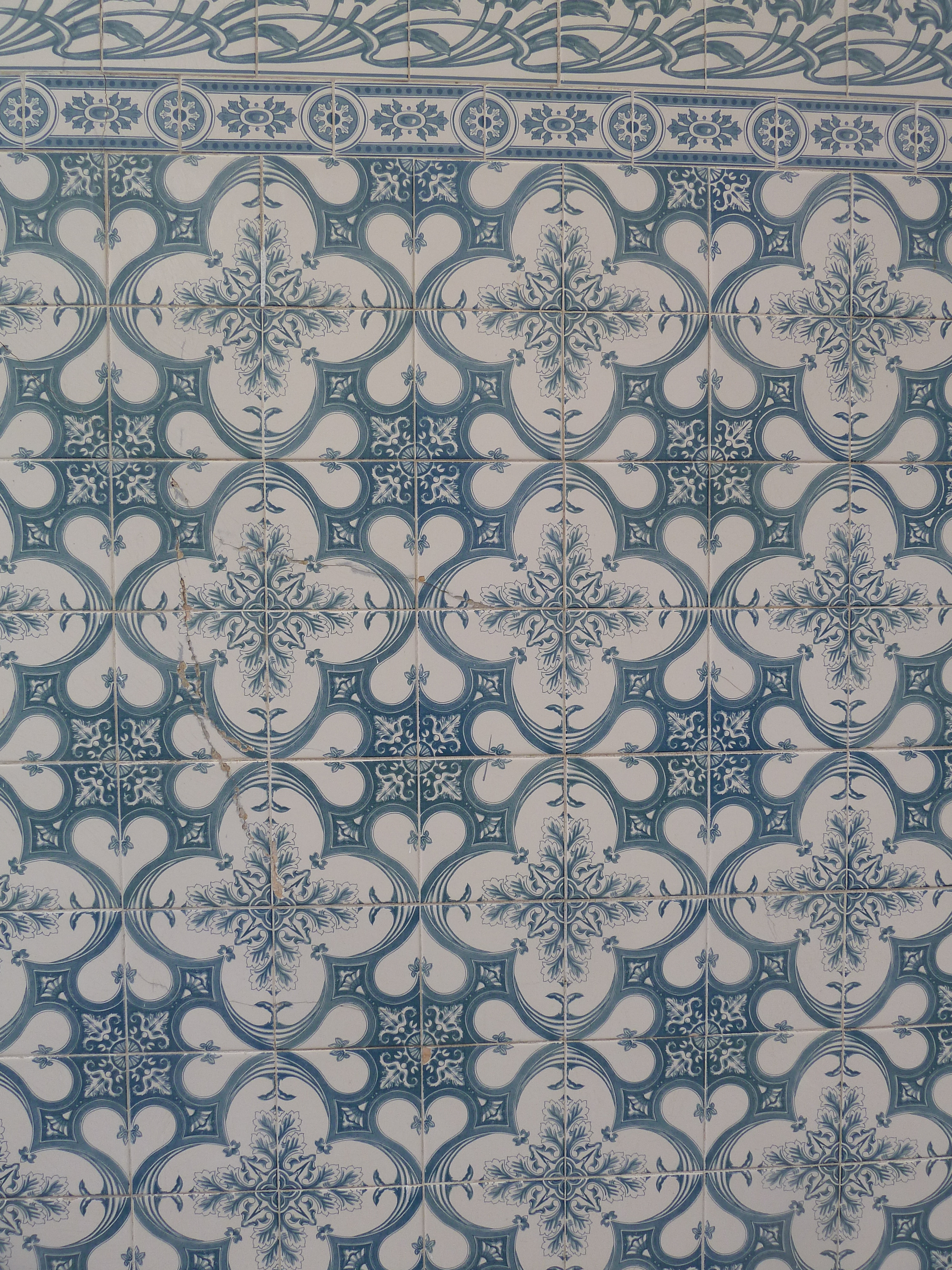
Pormenor dos azulejos da estação.